# 新舟镇
新舟镇，是中华人民共和国贵州省遵义市红花岗区下辖的一个乡镇级行政单位。
2016年3月20日，国务院批复同意贵州省调整遵义市部分行政区划，将原遵义县的新舟镇划归红花岗区管辖。

## 行政区划
新舟镇下辖以下地区：
永福社区、新舟村、群乐村、金钟村、乐耕村、关田村、绿塘村、槐安村、禹门村、沙滩村、平远村、杨绿村和平溪村。